# رادنی آلکالا
رادنی جیمز آلکالا (به انگلیسی: Rodney Alcala؛ ۲۳ اوت ۱۹۳۴–۲۴ ژوئیه ۲۰۲۱) یک قاتل زنجیره‌ای و مجرم جنسی آمریکایی بود که به دلیل پنج قتل انجام شده در ایالت کالیفرنیا بین سال‌های ۱۹۷۷ تا ۱۹۷۹ به اعدام محکوم شد.

## اوایل زندگی
رادنی آلکالا رودریگو ژاک آلکالا بوکور در سن آنتونیو، تگزاس، از یک زوج مکزیکی-آمریکایی، رائول آلکالا بوکور و آنا ماریا گوتیرز به دنیا آمد در سال ۱۹۵۱، پدر آلکالا خانواده را به مکزیک نقل مکان کرد، سپس آنها را سه سال بعد رها کرد. در سال ۱۹۵۴، زمانی که آلکالا حدود ۱۱ سال داشت، مادرش او و دو خواهرش را به حومه لس آنجلس نقل مکان کرد.
در سال ۱۹۶۱، در ۱۷ سالگی، آلکالا به ارتش ایالات متحده پیوست و به عنوان منشی خدمت کرد. در سال ۱۹۶۴، پس از آنچه که به عنوان یک حمله عصبی توصیف شد - که طی آن او به AWOL رفت و از فورت براگ به خانه مادرش سوار شد - توسط یک روان‌پزشک نظامی تشخیص داده شد که او به اختلال شخصیت ضد اجتماعی مبتلا شده و به دلایل پزشکی مرخص شد.
پس از ترک ارتش، آلکالا از دانشکده هنرهای زیبای UCLA فارغ‌التحصیل شد و بعداً زیر نظر رومن پولانسکی در دانشگاه نیویورک به تحصیل در رشته سینما پرداخت.